# Trochosa infausta
Trochosa infausta là một loài nhện trong họ Lycosidae.
Loài này thuộc chi Trochosa. Trochosa infausta được Cândido Firmino de Mello-Leitão miêu tả năm 1941.